# Lobulia elegans
Lobulia elegans — вид сцинкоподібних ящірок родини сцинкових (Scincidae). Ендемік Папуа Нової Гвінеї.

## Поширення і екологія
Lobulia elegans мешкають на південних схилах гір Овен-Стенлі. Вони живуть на високогірних луках, місцями порослих деревами і чагарниками, серед каміння і купин трави. Зустрічаються на висоті від 1340 до 3440 м над рівнем моря.